# Günter Brus
Günter Brus (Ardning, 27 de septiembre de 1938-10 de febrero de 2024) fue un pintor, artista de performance, artista gráfico, cineasta experimental y escritor austriaco.
Fue galardonado con el Gran Premio Estatal de Austria en 1997. La mayoría de sus obras son impactantes y controvertidas. El Joanneum ahora alberga una galería permanente, llamada Bruseum, que presenta el trabajo de Brus y sus compañeros de acción vienesa.

## Trayectoria
Brus fue cofundador en 1964 del accionismo vienés (en alemán: Wiener Aktionismus) junto con Otto Muehl, Hermann Nitsch y Rudolf Schwarzkogler. Su accionismo agresivo presentaba intencionalmente y sin respetar convenciones y tabúes, con la intención de sorprender al espectador. En 1968 fue sentenciado a seis meses en prisión después del evento Kunst und Revolution en la Universidad de Viena, huyó a Berlín con su familia y regresó a Austria en 1976. Brus orinó en un vaso y luego procedió a cubrir su cuerpo con su propio excremento, y terminó la pieza bebiendo su propia orina. Durante la actuación, también cantó el himno nacional de Austria mientras se masturbaba. Brus terminó la pieza vomitando y luego fue arrestado. A través de esta obra y otras obras, Brus esperó revelar la esencia aún fascista de la nación. Brus también fue editor de la publicación Schastrommel a partir de 1969. Participó en el movimiento NO!Art. En 1966 estuvo con Gustav Metzger, Otto Muehl, Wolf Vostell, Yoko Ono y otros participantes del Simposio sobre la destrucción en el arte (DIAS) en Londres.
En 2010, Kröthenhayn, la compañía de videos caseros de arte con sede en Berlín, lanzó un boxset con un DVD de sus películas (incluyendo, entre otras, 8/64: Ana - Aktion Brus, 10c / 65: Brus wünscht euch seine Weihnachten, 10b / 65 : Silber - Aktion Brus, 10/65: Selbstverstümmelung, 16/67: 20. September, Die Blumen des Bösen, Strangulation, Psycho-Dramolett, Kunst und Revolution, Osmose, Einatmen - Ausatmen, Handlung, Zerreißprobe, Selbstbemalung, y Wiener Spaziergang ), dirigidas entre otros por, Kurt Kren, Hans Christof Stenzel, Peter Gorsen, Ernst Schmidt Jr., Helmut Kronberger, Werner Schulz, Otto Muehl, así como por el propio Brus y su esposa Anni Brus, compilados y presentados en un formato documental por Peter Kasperak, con una duración total de 82 minutos en una edición limitada de mil copias numeradas a mano bajo el título Körperanalysen: Aktionen 1964–1970. El DVD incluye además una película documental de 52 minutos de 2004 sobre Brus llamada Schrecklich verletzlich - Günter Brus dirigida por Peter Kasperak, Anita Natmessnig y Adam Wallisch, así como muchas presentaciones de diapositivas de fotografías de Accionismo de maestros tales como Ludwig Hoffenreich. El boxset es acompañado por un libro de 100 páginas con fotos y textos de Peter Weibel y Theo Altenberg.